# Armas parlantes

El escudo de la ciudad de Turín (Torino, en italiano) es un toro, a causa de la asonancia del nombre de la ciudad con el del animal.

Un ejemplo simple común de armas parlantes: el castillo representa el Reino de Castilla y el león representa el Reino de León.

Armas parlantes es una expresión empleada en heráldica para referirse a las composiciones, escudos de armas y blasones, que incorporan una figura o pieza cuya denominación alude al apellido del linaje o al topónimo de lo que se representa, interpretando gráficamente el nombre.
Existen dos categoría de armas parlantes:
- Las físicas: el nombre de la figura o pieza es el mismo que el del titular de las armas.

- Las abstractas: el nombre de la figura o pieza tiene únicamente una relación proverbial o enigmática con el del titular.

También se denominan armas contraparlantes a los blasones que en lugar de aludir al nombre directo del titular, ofrecen una imagen o ideal contradictorio.